# Neajra (córka Pereusa)
Neajra – córka Pereusa, żona Aleosa, króla Tegei, matka Auge, Kefeusa i Likurga. Postać z mitologii greckiej.
Neajra była córką Pereusa, siostrą Hippotoosa i Pereusa. Poślubiła Aleosa, syna Afidasa, króla Tegei. Znaczenie jej męża wzrosło wraz ze śmiercią Ajpytosa i Stymfalosa, stryjów Aleosa, kiedy to ośrodek władzy w Arkadii przesunął się spod góry Kyllene do Tegei. Bracia Nejary zginęli z ręki jej wnuka Telefosa, jak chciała przepowiednia delficka, pomimo prób zaradzenia nieszczęściu ze strony Aleosa: przeznaczenia córki na kapłankę Ateny, a gdy ta zgwałcona przez Heraklesa, znalazła się w ciąży, wygnania jej z kraju.
Neajra była prawnuczką Arkasa, syna Zeusa i Kallisto.